# Macaco-prego-amarelo
Macaco-prego-amarelo (nome científico: Sapajus libidinosus) é uma espécie de macaco-prego, um macaco do Novo Mundo da família dos cebídeos (Cebidae) e gênero sapajo (Sapajus). Faz parte do complexo específico Cebus apella e já foi considerado uma subespécie de Cebus apella.

## Taxonomia
Considerado como espécie propriamente dita por Groves (2001) com as seguintes subespécies:
- C. l. libidinosus
- C. l. pallidus
- C. l. paraguayanus
- C. l. juruanus

Pela classificação de Silva Jr (2001), a subespécie C. l. paraguayanus corresponde a macaco-prego-do-papo-amarelo (Sapajus cay), e macaco-prego-amarelo é monotípico. A espécie foi incluída no gênero Sapajus baseado no trabalho de Lynch Alfaro et al (2012). Tem sua distribuição geográfica limitada a leste com macaco-prego-dourado (Sapajus flavius), a oeste por macaco-prego-das-guianas (Sapajus apella), a sul do rio São Francisco por Macaco-prego-do-peito-amarelo (Sapajus xanthosternos) e a sul do rio Grande por macaco-prego-preto (Sapajus nigritus) e ocorre hibridização com essa espécie no Triângulo Mineiro.

## Distribuição
Ocorre no Brasil central e nordeste, a oeste e norte do rio São Francisco e leste do rio Araguaia, ocorrendo nos estados do Maranhão, Piauí, Ceará, leste e centro do Rio Grande do Norte (oeste de Jucurutu), noroeste da Paraíba e oeste de Pernambuco e Alagoas. Ocorre em Minas Gerais, ao norte do rio Grande e partes do leste da Bolívia. É típico das formações xeromorfas, como a Caatinga e o Cerrado até 600 m acima do nível do mar. Ocorre nas florestas de galeria e nos brejos de altitude.

## Descrição
Possui entre 34 e 44 centímetros de comprimento, com a cauda tendo entre 38 e 49 centímetros; pesa entre 1,3 e 4,8 quilos. Macaco-prego-amarelo possui pouco dimorfismo sexual. A coloração tende ao amarelo ou bege, com os membros de cor escura tendendo ao preto, assim como o topete, que possui forma espessa.

## Alimentação

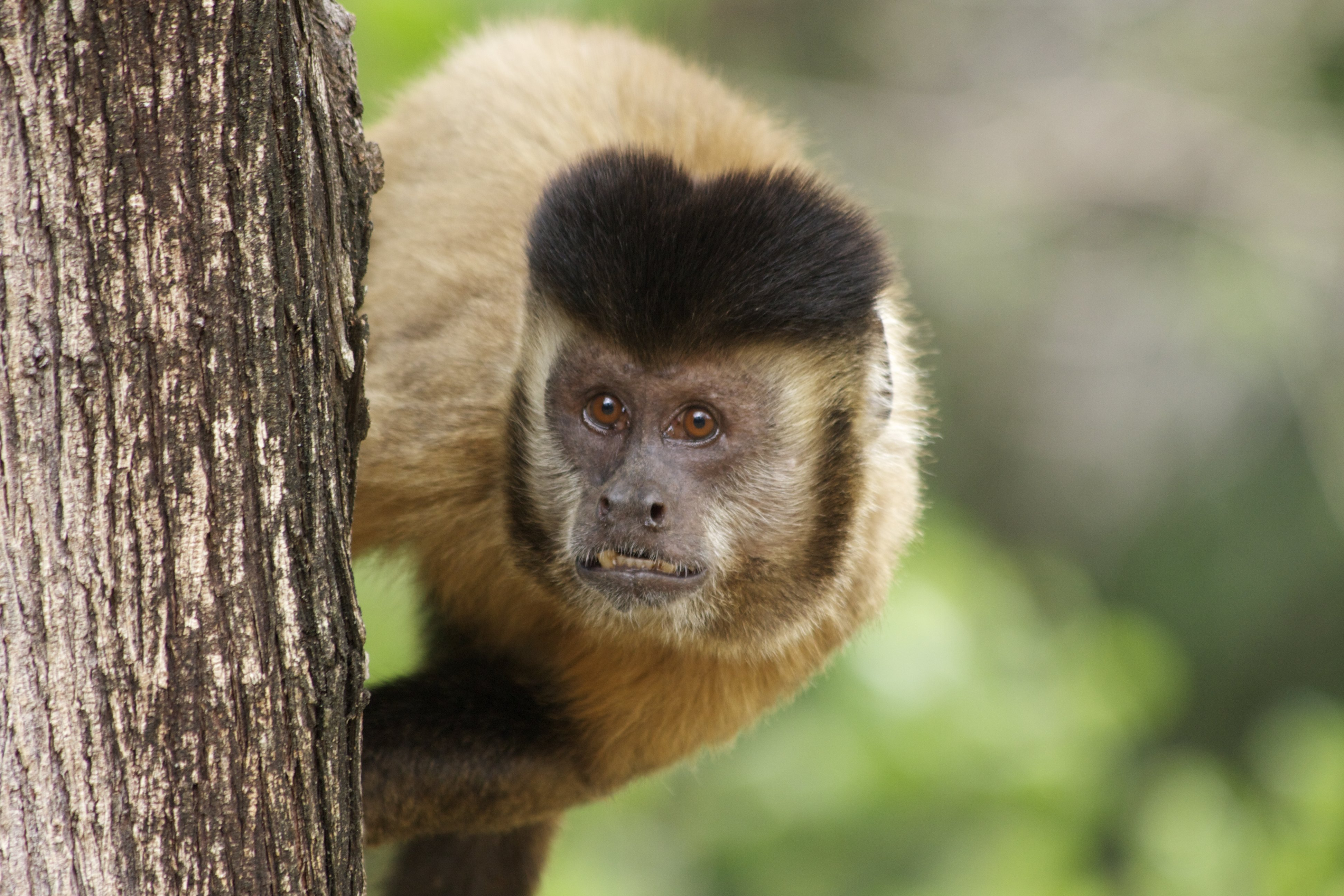
Macho adulto

Alimenta-se principalmente de insetos e frutos, como os de palmeiras. Esses animais utilizam pedras para se alimentar de cocos e as populações da caatinga utilizam ferramentas frequentemente para obter alimento e água. De fato, são os únicos macacos do Novo Mundo que utilizam ferramentas espontaneamente em ambiente natural para quebrar cocos. São animais diurnos e passam a maior parte do tempo forrageando e se deslocando pelo território, que tem cerca de 300 hectares. Os grupos têm geralmente nove indivíduos, mas já foi relatado um grupo com 53 animais, no oeste do Rio Grande do Norte. Os grupos são bastante coesos e as fêmeas possuem um forte sistema hierárquico. São geralmente arborícolas, mas as populações de regiões mais abertas frequentemente adotam hábitos terrestres. A reprodução é muito similar à de outras espécies de macacos-pregos, mas são necessários mais estudos. As fêmeas possuem um comportamento sexual proceptivo, e os machos não costumam utilizar de métodos coercitivos para conseguir cópulas.

## Conservação
A espécie é listada como "pouco preocupante" pela União Internacional para a Conservação da Natureza (UICN), principalmente devido à sua ampla distribuição geográfica, embora seu habitat esteja em acelerado processo de desmatamento, e seja necessário um monitoramento mais refinado de suas populações. É, também, caçado ao longo de toda sua área de ocorrência. Ocorre em muitas unidades de conservação no Brasil, como o Parque Nacional da Serra da Capivara.

## Uso de Ferramentas e Cultura
Cientistas constataram nesta espécie, em várias populações selvagens, o uso de ferramentas percussivas de pedra ("martelo e bigorna", uma superfície plana e dura como base, e uma pedra solta, com a qual o macaco bate contra algum tipo de alimento que necessite ser quebrado).
Após essa constatação, percebeu-se que a espécie se encaixa no modelo teórico tripartite de desenvolvimento de cultura do bioantropólogo holandês Carel van Schaik, da Universidade Duke (Estados Unidos). Isso faz com que o macaco-prego-amarelo entre para a lista dos poucos animais com capacidade de desenvolver cultura.
Algumas populações dessa espécie podem apresentar uma cultura de uso de ferramentas bem mais complexo. Os grupos que vivem no Parque Nacional Serra da Capivara habitualmente usam ferramentas de pedra e de madeira para obter alimento, além de usar esses objetos também para comunicação e ameaças. Essa população é a única conhecida, até o momento, a apresentar esse nível de variação e complexidade. Apesar de macacos de outras populações usarem habitualmente ferramentas de pedra, geralmente eles só as usam para uma finalidade (p.ex. quebrar cocos), não tendo nenhuma outra população a variedade e complexidade dos macacos-prego da Serra da Capivara no comportamento de uso de ferramentas. Estudos arqueológicos sobre o uso de pedras pelos macacos-prego nesse local revelaram que esse comportamento ocorre há, pelo menos, 3000 anos.